# Harald Helfgott
Harald Andrés Helfgott (Lima, 25 novembre 1977) è un matematico peruviano, conosciuto per i suoi contributi in teoria dei numeri, geometria diofantea e teoria dei gruppi.
Nel 2013 ha pubblicato due articoli dichiarando di aver dimostrato la Congettura debole di Goldbach.

## Riconoscimenti
- 2008 Philip Leverhulme Prize
- 2010 Premio Whitehead
- 2011 Premio Adams